# Herman al III-lea de Brandenburg
Herman al III-lea supranumit cel Lung (în germană Hermann der Lange; n. 1275 – d. 1 februarie 1308, Lübz, Republica Democrată Germană, Germania), aparținând Casei de Ascania, a fost margraf de Brandenburg. Numit Hermann al III-lea de Brandenburg de istoricul Andreas Thiele, el apare în istorie și ca Herman al II-lea de Brandenburg. Herman a fost coregent din 1298 până la sfârșitul vieții, alături de vărul tatălui său, margraful Otto al IV-lea. În 1300 Herman a moștenit și posesiunile margrafului Albert al III-lea, unchiul său care rămăsese fără moștenitori la moartea celor doi fii ai săi în 1299. Herman a deținut, de asemenea, titlurile de Conte de Henneberg sau Conte de Franconia.

## Biografie
Herman al III-lea a fost fiul margrafului Otto al V-lea, coregent în Brandenburg, și al soției sale, Iudita de Henneberg (în germană Judith), fiică a contelui Herman I de Henneberg, și a Margaretei de Holland-Seeland. În 1248–1249 Herman I de Henneberg a moștenit posesiuni în Hildburghausen, Rodach și Coburg, precum și în Schmalkalden. Fiul său, Poppo al VIII-lea, a moștenit aceste posesiuni, dar a murit în 1291, iar moștenirea a revenit surorii lui Herman, Iudita, și soțului ei, Otto al V-lea.
În 1290 Herman apare pentru prima dată într-un document împreună cu tatăl său, Otto al V-lea, fiind comparat ca bogăție cu episcopul Manegold de Würzburg datorită posesiunilor sale moștenite în Kissingen, Steinach, Rotenstein și Königshofen.
În 1297 i-a succedat tatălui său în calitate de coregent în Brandenburg pe care l-a condus un an mai târziu, după moartea tatălui său, împreună cu vărul său, Otto al IV-lea. Herman a moștenit, de asemenea, teritoriul Coburg. În documentele din Brandenburg, el a fost numit „dominus de Henneberg”.
După moartea ducelui Bolko I de Schweidnitz în 1301, Herman a preluat tutela copiilor minori ai acestuia. În 1302 margraful de Luzacia, Dietrich al IV-lea, i-a vândut lui Herman jumătatea estică a Mărcii de Luzacia (Luzacia Inferioară), iar în 1304 Herman și Otto al IV-lea au cumpărat împreună partea vestică a margrafiatului. Într-un document emis în 1303 Herman s-a „descris” pentru prima dată drept margraf de Luzacia, dar abia în 1307 Herman și noul său coregent, margraful Waldemar, au fost înfeudați cu margrafiatul Luzacia.
Cronicarii îl descriu pe Herman ca fiind un om înțelept și îndrăzneț de care adversarii săi se temeau. Avea o statură impozantă și era inteligent. Se spune că în timpul cârmuirii sale a domnit pacea, dar a fost ferm împotriva nobililor care s-au răzvrătit împotriva sa. Herman organiza turniruri costisitoare. În iulie 1306 regele Venceslaus al III-lea al Poloniei i-a înfeudat pe Herman și pe nepotul său Waldemar cu Pomerania de Est, dar la scurt timp Venceslau a fost ucis, iar succesorul său nu a recunoscut această înfeudare.
Herman a murit în 1308 în timpul asediului castelului Eldenburg (lângă Lübz) când invadase principatul Mecklenburg împreună cu Otto al IV-lea. A fost înmormântat în Mănăstirea Lehnin.

## Căsătorie și descendenți
Herman al III-lea s-a căsătorit în 1295 cu Anna de Austria, fiica regelui romano-german Albert I. Cuplul a avut patru copii:
- Iudita (Jutta) de Brandenburg-Salzwedel (c. 1301–1353), a moștenit Coburg și s-a căsătorit cu contele Henric al VIII-lea de Henneberg-Schleusingen (d. 1347);
- Ioan (1302–1317);
- Matilda (d. 1323), a moștenit Luzacia Inferioară și s-a căsătorit cu ducele Henric al IV-lea de Silezia-Glogau (d. 1342);
- Agnes (c. 1298–1334), a moștenit Altmark și s-a căsătorit cu margraful Waldemar de Brandenburg (1281–1319) la moartea căruia s-a recăsătorit cu ducele Otto de Braunschweig-Lüneburg (1290–1344).